# Manžan
Manžan je naselje v Slovenski Istri, ki upravno spada pod Mestno občino Koper. 
Naselje z okoli 500 prebivalci se nahaja v zaledju Kopra.